# 丸子神社 浅間神社
丸子神社 浅間神社（まるこじんじゃ せんげんじんじゃ）は、静岡県沼津市浅間町に所在する神社。通称は「浅間(せんげん)さん」で、より丁寧な略称として丸子浅間神社（まるこせんげんじんじゃ）と表現する場合もある。
元は別々だった神社が1つにされ、「一扉二社」という稀有な形式で鎮座している神社である。

## 概要
元々は北西近隣（丸子町）に鎮座していた、式内社でもある丸子神社が、江戸時代の1831年（天保2年）に社殿を焼失して、浅間神社へと相殿され、1877年（明治10年）に正式に遷座され、現在の形態となった。
元の丸子神社の跡地（旧社地）は御旅所とされ、小祠に分霊を奉斎するなどしていたが、1978年（昭和53年）に拝殿を設けた。

## 祭神
- 金山彦尊（丸子神社）
- 木花開耶姫命（浅間神社）

## 祭事
- 歳旦祭（1月1日）
- 節分祭（2月3日）
- 花見市（3月下旬）
- 人形焼納(しょうのう)祭（5月中旬）
- 夏越大祓式・輪くぐり式（6月30日）
- 例大祭（9月15日）
- 新嘗祭（11月23日）
- 大祓式・除夜祭（12月31日）

## 丸子神社 旧社地（御旅所）
- 所在地 : 静岡県沼津市丸子町740

## 歴史
- 崇神天皇御代に創建。【丸子神社】
- 801年（延暦20年） --- 坂上田村麻呂が東征から凱旋の際に、狩野川の右岸（現・沼津市宮町）に創建。【浅間神社】
- 村上天皇御代、後醍醐天皇の御代に天下泰平の祈祷所・武運長久の祈祷所に指定される。【丸子神社】
- 1203年（建仁3年） --- 現在地（浅間町）へと移転。【浅間神社】
- 1831年（天保2年） --- 社殿を焼失し、浅間神社へと相殿。【丸子神社】
- 1873年（明治6年） --- 郷社となる。
- 1877年（明治10年） --- 正式に「丸子神社 浅間神社（丸子浅間神社）」となる。
- 1879年（明治12年） --- 県社に昇格。
- 1978年（昭和53年） --- 丸子神社の旧社地（御旅所）に拝殿を新設。

## アクセス
丸子神社 浅間神社（丸子浅間神社）
- 富士急シティバス : バス停「浅間角」
- 東海バス : バス停「下本町」

丸子神社 旧社地（御旅所）
- 東海バス : バス停「一中前」